# Мансудэ (телеканал)
Мансудэ (만수대텔레비죤) – один из северокорейских телеканалов. Является одним из двух телеканалов в КНДР, наряду с образовательным каналом «Рённамсан», который включает в свою сетку вещания передачи на иностранных языках.

## История
- Телеканал «Мансудэ» начал вещание 1 декабря 1973 года[5]. Его основным отличием от Корейского центрального телевидения является то, что на нём представлены иностранные фильмы и передачи, прошедшие предварительную цензуру и дублирование на корейский язык. В сетку вещания канала «Мансудэ» вошли иностранные информационные, развлекательные программы, а также художественные и анимационные фильмы. Иностранный контент представлен преимущественно медиапродукцией китайского производства. [3][6]
- По политическим соображениям зона вещания канала была ограничена Пхеньяном и его окрестностями[3]. С момента запуска телеканала и до 2014 года вещание осуществлялось на 5 ТВК с Пхеньянской телебашни[7]. В 2014 году появились сообщения, согласно которым частотный план телеканалов в Пхеньяне был изменён, и «Мансудэ» делил одну частоту (12 ТВК) с телеканалом «Рённамсан», на которой вещание продолжалось до 13 июля 2015 года. Также трансляция телеканала осуществлялась через аналоговый трансмиттер в приложении «TV» планшета «Самджиён[англ.]».
- В июле 2015 года телеканал «Мансудэ» прекратил своё эфирное вещание.[8][9] Точные причины закрытия эфирного вещания канала неизвестны, однако в южнокорейском интернет-издании Newstopia рассматривались две версии: согласно первой, данный шаг мог быть предпринят властями КНДР с целью ограничения доступа жителей Пхеньяна к зарубежному контенту, транслировавшемуся на телеканале, согласно второй, сообщённой радиостанцией «Свободная Азия», в редакционном совете произошёл инцидент с неотфильтрованным контентом, показанным в эфире канала[10][11]. Также сообщалось, что запуск эфирного вещания нового «Спортивного телевидения», осуществлённый 15 августа того же года, был произведён на частоте, ранее принадлежавшей телеканалу «Мансудэ».[12] В результате внутренних проверок Правительства КНДР телеканал был реабилитирован лишь в 2016 году (по другим данным — в ноябре 2015 года). В сообщении южнокорейского агентства Рёнхап от 18 мая 2016 года сообщалось, что доступ к телеканалу предлагалось осуществить через кабельные сети[13].

- В августе 2016 года телеканал был включён к распространению через IPTV «Манбан» на 2-й кнопке раздела «Эфирное вещание». Также с 2019 года эфир можно смотреть через специальное приложение в планшетном компьютере Pyongyang 3404[14].

### Перспективы
В марте 2018 года онлайн-издание Daily NK сообщило о планах правительства КНДР расширить зону вещания телеканала «Мансудэ» на остальную территорию страны путём подключения по платной подписке; в качестве основной причины изданием названа высокая популярность программ и фильмов, показываемых на телеканале, среди населения КНДР. При этом на данный момент не установлен вероятный тип расширения зоны вещания — через кабельное ТВ или через «Манбан». Стоимость подписки установлена на уровне 650 северокорейских вон.